# Dypsis faneva
Espèce
Statut de conservation UICN

 EN B1ab(iii)+2ab(iii); D : En danger
Dypsis faneva est une espèce de palmiers (Arecaceae), endémique de Madagascar. En 2012, comme en 1995, elle était considérée par l'IUCN comme une espèce en danger d’extinction.

## Répartition et habitat
Cette espèce est endémique au nord-est de Madagascar où on la trouve du niveau de la mer jusqu'à 400 m d'altitude. Elle pousse dans les forêts tropicales humides de basse altitude et côtières. Des individus isolés sont souvent présent dans le fond des vallées et sur les pentes escarpées.